# La Guadalupe
La Guadalupe est un corregimiento départemental de Colombie, situé dans le département de Guainía.